# 1515.
◄ | 15. stoljeće | 16. stoljeće | 17. stoljeće | ►
◄ | 1480-ih | 1490-ih | 1500-ih | 1510-ih | 1520-ih | 1530-ih | 1540-ih | ►
◄◄ | ◄ | 1512. | 1513. | 1514. | 1515. | 1516. | 1517. | 1518. | ► | ►►
Arhitektura • Astronomija • Glazba • Kazalište • Kiparstvo • Knjige • Književnost • Kršćanstvo • Medicina • Politika • Pravo • Promet • Slikarstvo • Znanost
1515. je bila godina prema gregorijanskom kalendaru koja nije bila prijestupna, a započela je u ponedjeljak.

## Događaji
- 1. siječnja – nakon smrti Luja XII. na vlast u Francuskoj dolazi Franjo I.
- lipanj – turska invazija na Perziju.
- 5. rujna – Selim zauzima perzijski grad Tabriz.
- 13. rujna – 14. rujna – bitka kod Marignana – vojska Franje I. pobjeđuje Švicarce uz pomoć Mlečana. Francuzi ponovno zauzimaju Milano.
- Švedska proglašava neovisnost.
- Španjolci otkrili rijeku La Plata
- Otomansko Carstvo zauzima Kurdistan.
- etiopski negus David II. osniva novi glavni grad Entotto.
- konkvistador Diego Velázquez de Cuéllar osniva Havanu na Kubi.
- osnovan Hivski Kanat.
- Turci istjeruju Portugalce iz Adena.
- ugušene seljačke bune u Švicarskoj, Austriji i Sloveniji (Koruškoj)

## Rođenja
- 4. siječnja – Mikołaj Radziwiłł, poljski plemić (umro 1565.).
- 18. veljače – Valerius Cordus, njemački liječnik (umro 1544.).
- 24. veljače – Johann Weyer, njemački liječnik (umro 1588.).
- 28. ožujka – Sveta Terezija Avilska, španjolska karmelićanka i pjesnikinja (umrla 1582.).
- 21. srpnja – Filip Neri, katolički svetac (umro 1595.).
- 4. listopada – Lucas Cranach mlađi, njemački slikar (umro 1586.).
- Pierre de la Ramée, francuski humanist (umro 1572.).
- Tomé de Sousa, prvi guverner-general Brazila (umro 1573.).
- vjerojatno – Cipriano de Rore, flamanski skladatelj i učitelj (umro 1565.).

## Smrti
- 1. siječnja – Luj XII., kralj Francuske (rođen 1462.).
- 6. veljače – Aldo Manuzio, mletački tiskač (rođen oko 1449.).
- listopad – Bartolomeo d'Alviano, mletački general (rođen 1455.).
- 5. studenog – Mariotto Albertinelli, talijanski slikar (rođen 1474.).
- 2. prosinca – Gonzalo Fernández de Córdoba, španjolski general i državnik (rođen 1453.).
- 16. prosinca – Afonso de Albuquerque, portugalski pomorac (rođen 1453.).
- Mengli Giray, kan Krimskog Kanata (rođen 1445.).
- Pietro Lombardo, talijanski kipar i arhitekt (rođen 1435.).
- Nezahualpilli, aztečki filozof (rođen 1464.).
- Alonso de Ojeda, španjolski konkvistador (rođen 1466.).
- vjerojatno -Vincenzo Foppa, talijanski slikar (rođen 1430.).

## Vanjske poveznice
|  | Zajednički poslužitelj ima još gradiva o temi 1515. |